# Tomoka Shibasaki
Tomoka Shibasaki (柴崎 友香, Shibasaki Tomoka) est une écrivaine japonaise, née le 20 octobre 1973 dans l'arrondissement Taishō à Osaka. Diplômée de l'Université préfectorale d'Osaka, elle fait ses débuts littéraires en 2000 avec le roman Kyō no dekigoto, adapté au cinéma par Isao Yukisada en 2003.
Elle écrit Sono machi no ima wa (« Aujourd'hui dans cette ville »), qui paraît d'abord dans la revue Shinchō en 2006. Le roman est en lice pour l'édition 2007 du prix Akutagawa. Elle est lauréate du prix pour débutants du prix Noma en 2010 pour son roman Netemo sametemo (寝ても覚めても) adapté au cinéma par Ryūsuke Hamaguchi en 2018.

## Œuvre traduite en français
- Jardin de printemps [« Haru no niwa »], trad. de Patrick Honnoré, Arles, France, Éditions Philippe Picquier, 2016, 141 p.  (ISBN 978-2-8097-1173-8)

## Adaptations au cinéma
- 2003 : A Day on the Planet (きょうのできごと, Kyō no dekigoto?) d'Isao Yukisada
- 2018 : Asako I & II (寝ても覚めても, Netemo sametemo?) de Ryūsuke Hamaguchi